# Les Aventuriers du désert
Pour plus de détails, voir Fiche technique et Distribution.
Les Aventuriers du désert (The Walking Hills) est un film américain réalisé par John Sturges, sorti en 1949.

## Synopsis
Dans la ville frontière de Mexicali, Shep passe du côté mexicain, mais il est suivi par le détective privé Fraser. Shep se réfugie dans l'arrière-salle d'un café quasi désert et s'installe à la table où se déroule une partie de poker, dirigée par Jim (Randolph Scott). Il est bientôt rejoint par Fraser, qui prend part à la partie. Le vieux Willy raconte à la tablée une fois de plus son histoire d'un convoi chargé d'or égaré en pleine Vallée de la Mort au siècle précédent, et jamais retrouvé depuis. Lorsque le jeune Jimmy rapporte que son cheval a récemment trébuché dans la Vallée de la Mort sur une vieille roue de charette mise au jour par le vent, les esprits s'échauffent, les joueurs  décident de retrouver la cargaison, guidés par Jimmy. Pour que le secret de la découverte ne soit pas ébruité, Jim impose que toutes les personnes présentes participent à l'expédition, y compris Shep, Fraser, le tenancier du café et son chanteur noir (Josh White). Malgré cette discrétion, le groupe est rejoint dans le désert par Christine (Ella Raines ), ex petite ami de Jim puis de Shep.
Mais pendant la fouille dans les sables des dunes, il semble qu'un membre du groupe réponde à des signaux lumineux émis depuis les collines lointaines. Plusieurs membres du groupe ont un lourd passé qui leur fait craindre d'être traqué par des policiers. 
Une tempête de sable va faire de leur séjour dans le désert un véritable enfer.

## Fiche technique
- Titre original : The Walking Hills
- Réalisation : John Sturges
- Scénario : Alan Le May
- Direction artistique :
- Production :
- Société de production :
- Société de distribution :
- Langue : anglais
- Format :
- Genre : drame
- Durée : 85 minutes
- Dates de sortie : 
  - États-Unis : 22 juillet 1948 (New York)

## Tournage
Sturges a tourné dans les collines d'Alabama Hills en Californie et dans la vallée de la Mort, des lieux de tournage qu'il retrouvera quelques années plus tard pour Un homme est passé (Bad Day At Black Rock).

## Distribution
- Randolph Scott (VF : Marc Valbel) : Jim Carey
- Ella Raines (VF : Denise Bosc) : Chris (Christine en VF) Jackson
- William Bishop (VF : Jacques Beauchey) : Shep / Dave Wilson
- Edgar Buchanan (VF : Jean Lemarguy) : Willy âgé
- Arthur Kennedy (VF : Albert Montigny) : Chalk
- John Ireland (VF : Robert Dalban) : Frazee (Fraser en VF)
- Jerome Courtland (VF : Guy Loriquet) : Johnny
- Russell Collins : Bibbs
- Josh White : Josh
- Charles Stevens (VF : Jean Daurand) : Cleve
- Houseley Stevenson : King
- Reed Howes : King jeune